# Comuna Hremeace, Kiverți
Hremeace (în ucraineană Грем`яче) este o comună în raionul Kiverți, regiunea Volînia, Ucraina, formată din satele Hremeace (reședința), Iakivți și Skrehotivka.

## Demografie
Componența lingvistică a satului Hremeace
     Ucraineană (99,63%)
     Alte limbi (0,37%)
Conform recensământului din 2001, majoritatea populației satului Hremeace era vorbitoare de ucraineană (99,63%), existând în minoritate și vorbitori de alte limbi.